# Coast Salish
Coast Salish (Obalni Sališi), u etnologiji naziv brojnim plemenima porodice salishan naseljenih uz pacifičku obalu Sjeverne Amerike na području od Tillamook Baya gdje su im najjužniji predstavnici Indijanci Neschesne ili Salmon River, Siletz, Nestucca, Nehalem i Tillamook, i na sjever u Britanskoj Kolumbiji, Kanada, uključujući i veliki otok Vancouver, gdje su im najsjeverniji predstavnici Indijanci Bella Coola. 
Coast Salishi priapdaju kulturnom području Sjeverozapadne obale. Ostala značajna plemena su: Skagit, Songish, Suquamish, Squawmish, Chehalis, Clallam, Comox i Sliammon, Cowlitz s Stlpulimuhkl i Taidnapam, Duwamish, Humptulips, Muckleshoot, Nisqually, Nooksack, Pentlatch, Quiatso, Quinault ili Quinaielt, Samish, Semiahmoo, Sishiatl, Snoqualmie, Swinomish, Twana, Wynoochee, etc.

## Vanjske poveznice
- The Coast Salish Nation  Arhivirana inačica izvorne stranice od 5. prosinca 2008. (Wayback Machine)